# Semendria
Sеmendria (în sârbă Smederevo, cu alfabetul chirilic: Смедерево, în latină Semendria, în maghiară Szendrő, Vég-Szendrő, în turcă Semendire, în germană Semendria, Smederewo) este un oraș în Serbia aflat pe Dunăre la 44.67° Nord și 20.93° Est. În 2003 orașul avea o populație de 77.808 de locuitori, împreună cu municipalitatea înconjurătoare avea un total de 116.000. Este centrul administrativ al districtului Podunavlje din Serbia.

## Istorie
Fondatorul modern al orașului este prințul sârb Đurađ Branković în secolul 15, care a construit fortăreața Semendria în 1430 ca supus al imperiuluii otoman. Când a devenit principe de Tokaj în Ungaria, el a cultivat vinuri din Semendria pe noile sale teritorii; așa luând naștere faimosul vin alb de Tokaj. Semendria a fost reședința lui Branković și capitala Serbiei între anii 1430 și 1439, când a fost cucerită de către Imperiul Otoman, după două luni de asediu. 
În 1444, conform tratatului de pace de la Szeged dintre Regatul Ungariei și Imperiul Otoman sultanul a înapoiat Sеmendria lui Đurađ Branković, aliatul lui Ioan de Hunedoara. La 22 august 1444, prințul sârb a redobândit în mod pașnic orașul evacuat de otomani.
După ce Ioan de Hunedoara au rupt tratatul de pace Đurađ Branković a rămas neutru. Serbia a devenit terenul de bătaie între unguri și otomani, și mâniosul Branković l-a luat prizonier pe Ioan de Hunedoara după înfrângerea acestuia în cea de-a doua bătălie de la Kosovo din 1448. Ioan de Hunedoara a fost întemnițat în fortăreața Semendria pentru o scurtă perioadă de timp.
În 1454 sultanul Mahomed al II-lea a asediat Semendria și a devastat Serbia. Orașul a fost re-eliberat de către Ioan de Hunedoara. În 1459 Semendria a fost ocupată definitiv de către otomani după moartea lui Branković. Orașul a devenit fortăreață de graniță pentru otomani, jucând un rol important în războaiele turco-maghiare până în anul 1526. Datorită locației sale strategice, Semendria s-a dezvoltat treptat. Pentru o lungă perioadă de timp a fost capitala Sanjak of Smederevo. 
În toamna anului 1476 o armată aliată maghiaro-sârbă a încercat redobândirea fortăreței de la otomani. Au construit o contra-fortăreață din lemn, dar după o lună de asediu sultanul Mahomed al II-lea a venit personal să îi alunge. După o luptă sângeroasă, ungurii au hotărât să se retragă.
În 1494 Paul Chinezu a încercat să captureze Semendria de la otomani dar a rămas paralizat și a murit. În 1512 Ioan Zapolya a asediat fără succes orașul.
În timpul primei revolte sârbe din 1806, orașul a devenit capitala temporară a Serbiei, precum și reședința Praviteljstvujušči sovjet, un guvern condus de Dositej Obradović. Prima școală elementară a fost fondată în 1806.
În timpul celui de-al doilea război mondial, orașul a fost ocupat de armata germană, care a depozitat cantități importante de muniție în fortăreață. La 5 iunie 1941 o explozie catastrofică a distrus fortăreața și a ucis mii de locuitori ai orașului.

## Industrie
Semendria este un oraș industrial și centrul industriei de oțel a Serbiei. Fabrica se numea înainte Sartid, fiind cumpărată în 2003 de către U.S. Steel; USS Serbia avea în 2007 8 000 de angajați. Fabrica de produse electrocasnice "Milan Blagojević" este cea de-a doua fabrică după marime din oraș. Sеmendria este și o zonă agricolă cu importante recolte de fructe și podgorii întinse. Totuși, combinatul agricol "Godomin" s-a aflat în dificultăți financiare din anii 1990, fiind aproape închis din anul 2005. Sortimentul de struguri cunoscut ca Smederevka este denumit după numele orașului. Fabrica "Ishrana" este un important furnizor de produse de panificație din nord-estul Serbiei.

## Orașe înfrățite

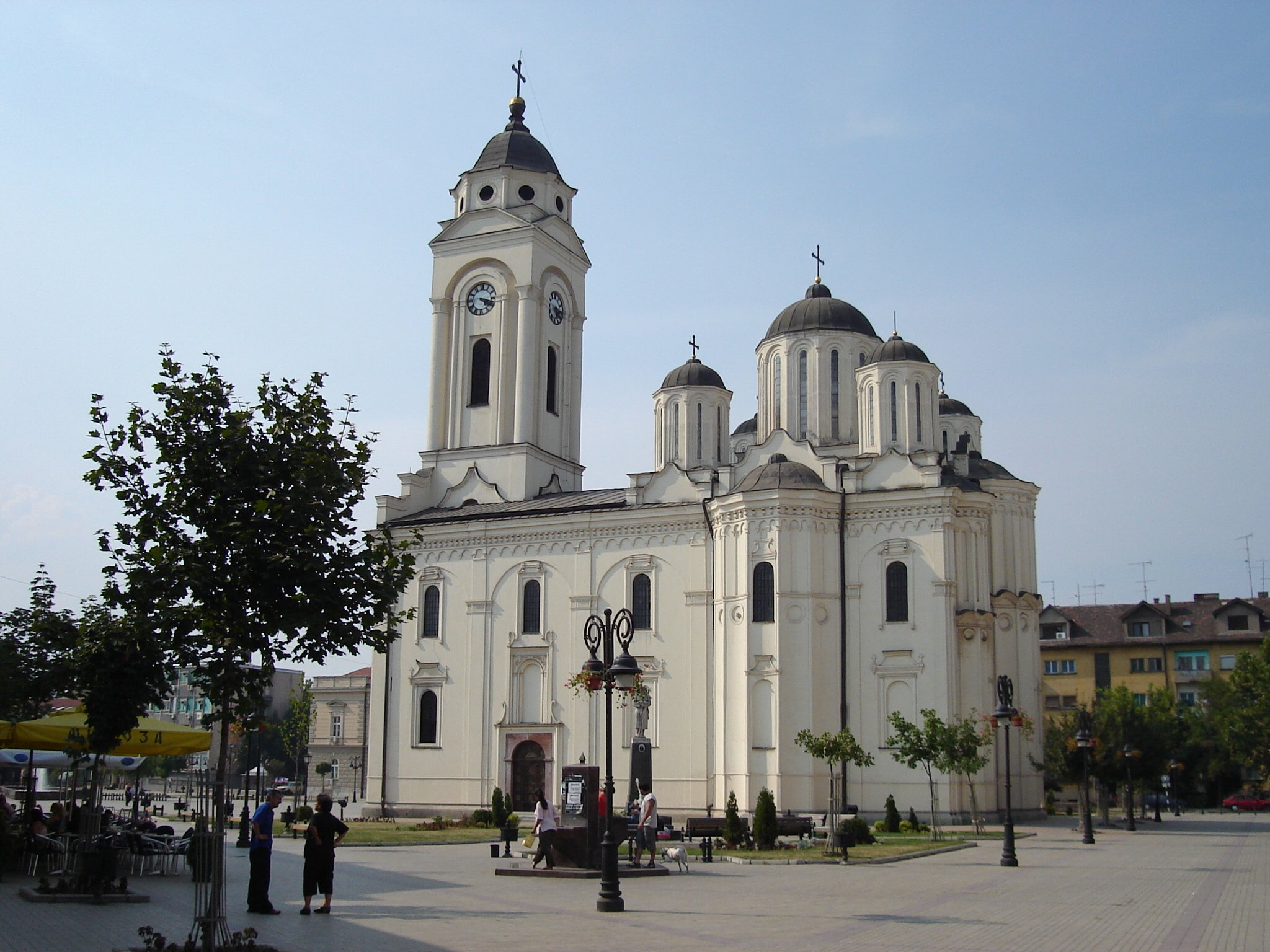
Biserica ortodoxă Sfântul Gheorghe din Sеmendria

- Pale, Republika Srpska, Bosnia și Herzegovina
- Valos, Grecia
- Herceg Novi, Muntenegru

## Vezi și
- Cetatea Semendria